# 고양소방서
고양소방서(高陽消防署, Goyang Fire Station)는 경기도 고양시 덕양구를 관할하는 경기도 북부소방재난본부 산하의 소방서이다.
소방서장은 소방준감으로 보한다.

## 연혁
- 1991년 6월 11일: 고양소방서 개서, 지도파출소 개소(현재 능곡119안전센터로 명칭변경)
- 1992년 1월 1일: 금촌, 문산파출소 의정부소방서에서 관할 이관
- 1992년 8월 21일: 신도파출소 개소
- 1992년 8월 28일: 법원파출소 개소
- 1993년 5월 20일: 백석파출소 개소
- 1994년 7월 23일: 주엽파출소 개소
- 1995년 11월 1일: 119구조대 개소
- 1996년 7월 23일: 일산파출소 개소
- 1997년 11월 9일: 구조본부 설치
- 1999년 2월 4일: 금촌, 문산, 법원파출소 파주소방서로 관할 이관
- 2004년 3월 12일: 중산파출소 개소
- 2005년 2월 24일: 행신파출소 개소
- 2005년 9월 13일: 일산소방서 개청(일산동구,서구 관할 이관)
- 2007년 9월 3일: 조직개편(소방행정과, 예방과, 방호구조과), 명칭변경(파출소→119안전센터, 파견소→지역대)
- 2009년 12월 21일: 조직개편(지원과, 예방과, 방호구조과)
- 2011년 2월 15일: 조직개편(소방행정과, 예방과, 현장지휘과)
- 2013년 7월 26일: 조직개편(소방행정과, 재난안전과, 현장대응단)
- 2014년 11월 10일: 소방서장 직급상향(소방정→소방준감)
- 2015년 2월 2일: 특수대응단 설치(119구조대 서북부권역 확대개편)
- 2016년 12월 14일: 화전119안전센터 개청(화전119지역대 폐지)
- 2017년 3월 14일: 119구급대 신설
- 2017년 3월 22일: 조직개편(소방행정과, 재난예방과, 현장대응단)
- 2017년 11월 24일: 관산지역대 청사 준공
- 2017년 12월 24일: 119구급대 청사 준공(별관동)
- 2019년 12월 6일: 삼송119안전센터 청사 준공
- 2021년 3월 29일: 조직개편(소방행정과, 재난예방과, 재난대응과, 소방안전특별점검단, 현장지휘단)

## 조직
| - 소방행정과 - 소방행정팀 - 회계장비팀 | - 재난예방과 - 예방대책팀 - 생활안전팀 - 소방민원팀 | - 재난대응과 - 전략대응팀 - 구조구급팀 | - 소방안전특별점검단 - 화재안전조사팀 - 소방패트롤팀 - 소방사법팀 | - 현장지휘단 - 지휘조사1팀 - 지휘조사2팀 - 지휘조사3팀 |

## 관할센터 및 관할구역
고양소방서는 5개의 119안전센터와 1개의 구조대, 1개의 구급대를 산하에 두고 있다.
| 명칭            | 주소             | 관할구역                                                                                       | 지역대        |
| --------------- | ---------------- | ---------------------------------------------------------------------------------------------- | ------------- |
| 원당119안전센터 | 고양대로 1342    | 주교동, 성사1·2동, 관산동, 화정1·2동, 원신동(원당동), 관산동, 흥도동(성사동)                   | 관산119지역대 |
| 능곡119안전센터 | 토당로 48        | 행주동(행주내동, 행주외동), 능곡동(신평동, 토당동, 대장동, 내곡동)                             |               |
| 삼송119안전센터 | 오금로 14        | 삼송동, 오금동, 지축동, 효자동, 동산동, 신원동, 원흥동, 선유동, 북한동, 고양동, 벽제동, 대자동 | 고양119지역대 |
| 행신119안전센터 | 소원로181번길 52 | 행신1·2·3·4동, 도내동, 강매동                                                                  |               |
| 화전119안전센터 | 중앙로 78        | 화전동, 향동동, 덕은동, 현천동, 용두동                                                         |               |
| 119구조대       | 고양대로 1342    | 덕양구 전체                                                                                    |               |
| 119구급대       | 고양대로 1342    | 덕양구 전체                                                                                    |               |

## 같이 보기
- 대한민국 소방청
- 대한민국의 소방
- 소방관 계급